# Juan José Guillén Calvo
Juan José Guillén Calvo (Panticosa) es doctor en filología por la Universidad de Zaragoza. Ha sido profesor en la Universidad Stanford (California) y en el Bowdoin College (Maine), además de la Universidad de Zaragoza.
Es especialista en toponimia y onomástica del Valle de Tena, tema sobre el que trata su tesis doctoral, Toponimia del Valle de Tena (1981), y varios de sus libros, como Apellidos del Valle de Tena, El Valle de Tena sus gentes, su apellidos y sus casas (2005) y Los nombres del Valle de Tena (2006). 
Es académico honorario de la Academia del Aragonés.